# Boston Corbett
Thomas H. Corbett, detto Boston (Londra, 29 gennaio 1832 – Hinckley, 1º settembre 1894), è stato un militare statunitense di origine britannica. È noto per aver ucciso John Wilkes Booth, ovvero l'assassino di Abraham Lincoln.

## Biografia
Da giovane lavorò come commerciante di cappelli. Dopo la morte della moglie e del figlio durante il parto divenne un alcolizzato, ma incontrando un evangelista che predicava per strada si avvicinò alla religione metodista e si fece battezzare. 
Con l'inizio della guerra civile americana si unì al nordisti. Dopo l'omicidio di Abraham Lincoln, avvenuto il 14 aprile 1865, da parte del simpatizzante confederato John Wilkes Booth, iniziò una caccia all'uomo a cui Corbett prese parte, arrivando, un paio di settimane dopo, nel luogo in cui si nascondeva l'assassino, un fienile in Virginia.
Nonostante gli ordini di catturare vivo Booth, Thomas Corbett gli sparò, uccidendolo, poiché egli rifiutò di arrendersi. 
Inizialmente tratto in arresto per aver disobbedito agli ordini, venne in seguito rilasciato per ordine del Segretario di Stato alla guerra Edwin Stanton, che lo definì "un patriota". Era considerato un eroe da gran parte dei media e dell'opinione pubblica.
Conosciuto anche per il suo fondamentalismo religioso e il comportamento eccentrico, nel 1887 - dopo aver brandito una pistola con cui minacciò diverse persone presso la Camera dei rappresentanti del Kansas - venne rinchiuso nel manicomio di Topeka, da cui evase l'anno successivo, stabilendosi a Hinckley, dove, secondo alcuni testimoni, sarebbe morto nell'incendio del settembre 1894, che distrusse la cittadina.